# Oksana Herhel
Oksana Herhel (en ukrainien : Оксана Гергель) est une lutteuse libre ukrainienne née le 20 juin 1994.
Elle est sacrée championne du monde en 2015  dans la catégorie des moins de 60 kg.

## Palmarès

### Championnats du monde
- Médaille d'or en lutte libre dans la catégorie des moins de 60 kg en 2015 à Las Vegas

### Championnats d'Europe
- Médaille d'argent en lutte libre dans la catégorie des moins de 60 kg en 2016 à Riga